# Quercus laurifolia
Quercus laurifolia Michx. – gatunek roślin z rodziny bukowatych (Fagaceae Dumort.). Występuje naturalnie w południowych i południowo-wschodnich Stanach Zjednoczonych – w Alabamie, Arkansas, na Florydzie, w Georgii, Luizjanie, Missisipi, Karolinie Północnej, Karolinie Południowej, Teksasie i Wirginii. 

## Morfologia
PokrójZrzucające liście lub częściowo zimozielone drzewo dorastające do 40 m wysokości. Kora ma ciemnobrązową lub czarną barwę.
LiścieBlaszka liściowa ma kształt od eliptycznego do odwrotnie jajowatego lub romboidalnego. Mierzy 3–12 cm długości oraz 1,5–4,5 cm szerokości, jest całobrzega, ma nasadę od klinowej do zbiegającej po ogonku i tępy wierzchołek. Ogonek liściowy jest nagi i ma 2–5 mm długości.
OwoceOrzechy zwane żołędziami o jajowatym kształcie, dorastają do 9–16 mm długości i 10–16 mm średnicy. Osadzone są pojedynczo w miseczkach w kształcie kubka, które mierzą 4–9 mm długości i 11–17 mm średnicy. Orzechy otulone są w miseczkach do 25–50% ich długości.

## Biologia i ekologia
Rośnie na brzegach rzek, na terenach nizinnych.